# Psilocephala vicina
Psilocephala vicina är en tvåvingeart som först beskrevs av Walker 1848.  Psilocephala vicina ingår i släktet Psilocephala och familjen stilettflugor. Inga underarter finns listade i Catalogue of Life.